# Perisad V.
Perisad V. (starogrško Παιρισάδης, latinizirano: Perisádes) je bil sin Perisada III. in Kamasarje Filotekne in zadnji spartokidski vladar Bosporskega kraljestva, * 2. stoletje pr. n. št., Pantikapej, † 109 pr. n. št., Pantikapej.  
Vladal je od leta 125 pr. n. št. do svoje smrti leta 109 pr. n. št. kot naslednik svojega pokojnega brata Perisada IV. Filometorja. S smrtjo Perisada V. se je končala dinastija bosporskih kraljev, ki je vladala Bosporskemu kraljestvu več kot 3 stoletja, začenši leta 438 pr. n. št. z njegovim prednikom Spartokom I.

## Vladavina in smrt
Bosporsko kraljestvo je bilo pod vse večjim pritiskom bližnjih Skitov, verjetno pod vladarjema Skilurjem in Palakom. Perisadovega starejšega brata so morda ubili Skiti. Ubili so verjetno tudi njegovega sorodnika Spartoka VI., čeprav je njegov obstoj sporen. 
Perisad V. je poskušal izboljšal svoje odnose s Skiti in morda posinovil nekega Skita Savmaka. Proti koncu Perisadove vladavine je Diofant, general v službi Mitridata VI. Pontskega, začel napadati Skite in se prebil do Pantikapeja, prestolnice Bosporskega kraljestva. Perisad je po pogovorih z Diofantom svoje kraljestvo prepustil Mitridatu VI. v zameno za svoje preživetje. Bosporsko kraljestvo je takrat trpelo zaradi gospodarske krize in naraščajočega pritiska Skitov. Diofant se je leto kasneje vrnil na Perisadov dvor, da bi dokončal dogovor. Perisadov posvojenec Savmak se je temu uprl. Upor se je končal s Perisadovo smrtjo, Diofantu pa je uspelo pobegniti.

## Posledice
Diofant se je vrnil z veliko vojsko in ubil Savmaka in Bosporsko kraljestvo prepustil Mitridatu VI. Diofanta so po zmagi imenovali "prvi tuji napadalec, ki je premagal Skite"

## Sklica
1. 1 2  McGing, Brian Charles. The Foreign Policy of Mithridates VI Eupator, King of Pontus. Leiden: Brill Academic Publishers, 1986 (ISBN 90-04-07591-7), p. 51.

## Vir
- Гайдукевич В.Ф. Боспорское царство. М.—Л.: Изд-во АН СССР, 1949.